# درق (سیرجان)
درق یک روستا در ایران است که در شهرستان سیرجان واقع شده‌است.